# メビウス (2013年のフランス映画)
『メビウス』（Möbius）は、2013年のフランス・ベルギー・ルクセンブルク合作のスパイ映画。監督はエリック・ロシャン、出演はジャン・デュジャルダンとセシル・ドゥ・フランスなど。国際都市モナコを舞台に、愛と裏切りの交錯する虚々実々の駆け引きを描き、本国フランスでは公開時、初登場第2位となるヒットを記録した。
日本では劇場未公開だが、2013年10月25日にDVDが発売されている。

## ストーリー
ロシア連邦保安庁（FSB）の諜報員である「モイズ」こと、グレゴリー・リューボフは、部下らとともにモナコでロシア人実業家イワン・ロストフスキーの不正資金洗浄の実態を調査している。モイズの上司で父親同然の恩人でもあるチェルカチンが、これまでのロストフスキーの支援によってFSB長官への昇進がほぼ決まったことから、邪魔になったロストフスキーを潰すようモイズに命じたからである。モイズは、リーマン・ショックの影響で米国を追放され、ロストフスキーの銀行で働いているアメリカ人女性ディーラーのアリスを、米国への復帰をエサにスパイとして雇うことにする。実はアリスは、同様にロストフスキーの身辺を調査していた米中央情報局（CIA）にもスパイとして雇われていたのだが、CIAはモイズがロストフスキーを調査していたことを後に脅迫のネタとすることでモイズをCIAのスパイに抱き込めると判断し、アリスがモイズらのスパイとなることを認める。アリスは米露双方のスパイとしてロストフスキーに接近し、FSBとCIAが求める情報をそれぞれに提供する。
ある夜、アリスを監視していたモイズに、アリスはモイズの正体を知らないままに近づき、2人はそのまま深い仲になる。仲間にも隠さざるを得ない危険な恋に溺れるモイズだったが、その関係はチェルカチンの知るところとなる。しかし、関係を絶つようにとの命にも背き、アリスとの関係は更に深まる。そして、ロストフスキーのボディガードであるコルゾフに正体を知られたモイズは、コルゾフを殺してロストフスキーの屋敷の前に死体を放置する。これによりロストフスキーはアリスを帯同してモスクワに逃亡する。
モスクワではチェルカチンが正式にFSB長官となる。長官交代の際の慣例として、CIAとFSBの関係者が非公式に顔合わせをする場に、アリスも同席することになる。そこにモイズが現れる。モイズの正体を知り、ショックを受けるアリスに対し、モイズは複雑な表情を浮かべる。そして、アリスがCIAのスパイでもあったこと、そしてモイズがロストフスキーを調査していたことをCIAが全て把握していることを知らされたモイズは、CIAの思惑通り、恩人であるチェルカチンを守るためにCIAのスパイとして働かざるを得なくなる。
ロストフスキーは資金洗浄で起訴されると、イギリスに政治亡命し、既にNATOの財政顧問となっていたアリスに対する報復を部下に命じる。一方、モイズがCIAのスパイとして働かされていることを把握していたチェルカチンらFSB幹部は、モイズに偽の情報をCIAに渡すように指示、その上でCIAを信用させるためにモイズを反逆罪で逮捕して終身刑で収監、2年後にほとぼりが冷めたところで「ふさわしい報酬」を払うと約束する。そんなモイズに、かつての部下でアリスとの連絡係だったサンドラが、コルゾフ殺害事件の真相を追う過程でアリスの恋人がモイズであることに気付いたことを告げる。そして、アリスが本気でモイズを愛していたこと、更にアリスが何者かにより毒殺されかけ、入院していることを伝える。
モイズは入院中のアリスを見舞う。毒物により脳に障害を受けたアリスはモイズの姿にも無反応だったが、モイズに強く抱きしめられ、ようやく正気を僅かながら取り戻す。

## キャスト
- モイズ / グレゴリー・リューボフ: ジャン・デュジャルダン - ロシア連邦保安庁（FSB）の敏腕諜報員。
- アリス / クラピュル: セシル・ドゥ・フランス - モナコの証券取引会社で働くアメリカ人女性ディーラー。
- イワン・ロストフスキー: ティム・ロス - 不正資金洗浄の疑いがあるロシア人実業家。
- サンドラ: エミリー・ドゥケンヌ - モイズの部下でアリスとの連絡係。
- ジョシュア: ジョン・リンチ - 米中央情報局（CIA）諜報員。
- チェルカチン: ウラジーミル・メニショフ - モイズの上司で育ての親同然の恩人。次期FSB長官。
- コルゾフ / ダイヤ: アレクセイ・ゴルブノフ（英語版） - ロストフスキーのボディーガード。

## 作品の評価
アロシネによれば、フランスの22のメディアによる評価の平均点は5点満点中3.3点である。